# Павлик Морозов
Павел Трофимович Морозов (на руски: Па́вел Трофи́мович Моро́зов) е руско дете, убито при неясни обстоятелства. Той е превърнат от държавната пропаганда в СССР в символ на борбата срещу селската опозиция на режима чрез историята, описваща го като дете-герой, предало собствения си баща на комунистическата власт и загинал като мъченик. Тази история е обект на четения, поеми, песни, пиеси, една опера и шест биографии.

## Биография
Павлик Морозов е роден на 14 ноември 1918 година в село Герасимовка, Тоболска губерния. Малко след раждането му баща му, Трофим Морозов, изоставя съпругата си и четирите си деца, след което живее с друга жена в селото.
Трофим Морозов е кмет на Герасимовка до 1931 година, когато е уволнен и осъден на 10 години затвор за корупция. Сред обвиненията срещу него е и издаването на невалидни документи, с които изпратени на заточение са успели да избягат. По време на следствието Павлик Морозов дава показания срещу баща си, но изглежда не е допуснат да свидетелства в съда, тъй като е малолетен. Въпреки това, впоследствие са публикувани 12 варианта на неговата предполагаема реч пред съда.
На 2 септември 1932 година Павел Морозов и осемгодишният му брат Фьодор отиват в гората край селото за горски плодове с намерение да нощуват там, след което не се връщат у дома. На 6 септември са открити телата им с множество прободни рани по тях.
Майката на убитите деца обвинява за убийството им семейството на мъжа си, с което се намира в изключително лоши отношения. Прокуратурата придава на случая политически характер, като обвинява за убийството дядото на децата Сергей Морозов и братовчед им Данила Морозов, на които е платил местният „кулак“ Арсений Кулуканов, кръстник на Павлик Морозов. За убийството са осъдени на смърт Арсений Кулуканов, Данила и Сергей Морозови и бабата на децата Ксения Морозова. Първите двама са разстреляни, а бабата и дядото умират в затвора.
Процесът става повод за масови репресии срещу съпротивляващите се срещу колективизацията селяни в цялата страна, като в самото село Герасимовка след продължителни неуспешни опити по това време е създаден колхоз. И след края на процеса държавната пропаганда продължава да използва активно случая. На името на Павлик Морозов са наречени множество улици и училища, издадени са няколко посветени на него книги, стихотворения и песни, както и епична театрална пиеса. В същото време Павлик Морозов се превръща и в символ на сляпата лоялност към комунистическия режим, отхвърляща традиционния морал и семейни ценности.